# The Shape of Things to Come
The Shape of Things to Come est un ouvrage de science-fiction de H. G. Wells, publié en 1933, qui spécule sur les événements futurs de 1933 à 2106.

## Résumé
Une longue récession économique provoque une guerre majeure qui laisse l'Europe dévastée et menacée par la peste. Les nations dotées des forces aériennes les plus puissantes ont mis en place une dictature bienveillante qui ouvre la voie à la paix dans le monde en abolissant les divisions nationales, en faisant respecter la langue anglaise, en promouvant l'apprentissage scientifique et en interdisant la religion. Les citoyens du monde éclairés sont capables de destituer pacifiquement les dictateurs et de créer une nouvelle race de super-talents capables de maintenir une utopie permanente.
Certaines des prévisions à court terme de Wells ont fini par se réaliser, notamment les bombardements aériens de villes entières et le développement éventuel d'armes de destruction massive. D'autres, comme le flétrissement du pouvoir de l'État et la dissolution de l'islam, ne se sont pas matérialisées dans les faits.

### Source de la traduction
- (en) Cet article est partiellement ou en totalité issu de l’article de Wikipédia en anglais intitulé « The Shape of Things to Come » (voir la liste des auteurs).